# Kvalifikace na Mistrovství světa ve fotbale 1978 (CONCACAF)
Kvalifikace na Mistrovství světa ve fotbale 1978 zóny CONCACAF určila jednoho postupujícího na Mistrovství světa ve fotbale 1978.
Kvalifikace zóny CONCACAF se hrála v rámci Mistrovství ve fotbale zemí CONCACAF 1977. Po odhlášení Hondurasu bylo 16 týmů rozděleno do tří skupin podle geografických kritérií. Severoamerické zóny se zúčastnily 3 týmy, které se utkaly dvoukolově každý s každým doma a venku. První dva týmy postoupily do finálové fáze. Ve středdoamerické zóně se čtveřice týmů utkala dvoukolově každý s každým doma a venku a první dva týmy postoupily do finálové fáze. V karibské zóně se nejprve dvojice nejníže nasazených týmů utkala v předkole hraném systémem doma a venku. Ve skupinové fázi byla osmička týmů rozlosována do dvou skupin po čtyřech, ve kterých se utkaly vyřazovacím systémem doma a venku o vítězství ve skupině. Vítězové obou skupin postoupili do finálové fáze. V ní se šestice týmů utkala jednokolově každý s každým na centralizovaném místě. První tým postoupil na MS.

## První fáze

### Severoamerická zóna
| Poř. | Tým    | B | Z | V | R | P | VG | IG | +/- |
| ---- | ------ | - | - | - | - | - | -- | -- | --- |
| 1    | Mexiko | 4 | 4 | 1 | 2 | 1 | 3  | 1  | 2   |
| 2=   | Kanada | 4 | 4 | 1 | 2 | 1 | 2  | 3  | -1  |
| 2=   | USA    | 4 | 4 | 1 | 2 | 1 | 3  | 4  | -1  |

| Datum                      | Domácí | Výsledek | Hosté  |
| -------------------------- | ------ | -------- | ------ |
| 24. září 1976, Vancouver   | Kanada | 1 – 1    | USA    |
| 3. října 1976, Los Angeles | USA    | 0 – 0    | Mexiko |
| 10. října 1976, Vancouver  | Kanada | 1 – 0    | Mexiko |
| 15. října 1976, Puebla     | Mexiko | 3 – 0    | USA    |
| 20. října 1976, Seattle    | USA    | 2 – 0    | Kanada |
| 27. října 1976, Toluca     | Mexiko | 0 – 0    | Kanada |

Týmy Kanady a USA měly stejný počet bodů a stejný rozdíl vstřelených a obdržených branek. O postupu tak musel rozhodnout rozhodující zápas na neutrální půdě.
| Datum                             | Domácí | Výsledek | Hosté |
| --------------------------------- | ------ | -------- | ----- |
| 22. prosince 1976, Port au Prince | Kanada | 3 – 0    | USA   |

Týmy Mexiko a Kanada postoupily do finálové fáze.

### Středoamerická zóna
| Poř. | Tým       | B | Z | V | R | P | VG | IG | +/- |
| ---- | --------- | - | - | - | - | - | -- | -- | --- |
| 1    | Guatemala | 8 | 6 | 3 | 2 | 1 | 15 | 6  | 9   |
| 2    | Salvador  | 7 | 6 | 2 | 3 | 1 | 10 | 7  | 3   |
| 3    | Kostarika | 6 | 6 | 1 | 4 | 1 | 8  | 6  | 2   |
| 4    | Panama    | 3 | 6 | 1 | 1 | 4 | 7  | 21 | -14 |

| Datum                             | Domácí    | Výsledek | Hosté     |
| --------------------------------- | --------- | -------- | --------- |
| 4. dubna 1976, Panama City        | Panama    | 3 – 2    | Kostarika |
| 2. května 1976, Panama City       | Panama    | 1 – 1    | Salvador  |
| 11. července 1976, San José       | Kostarika | 3 – 0    | Panama    |
| 1. srpna 1976, San Salvador       | Salvador  | 4 – 1    | Panama    |
| 17. září 1976, Panama City        | Panama    | 2 – 4    | Guatemala |
| 26. září 1976, Guatemala City     | Guatemala | 7 – 0    | Panama    |
| 1. prosince 1976, San Salvador    | Salvador  | 1 – 1    | Kostarika |
| 5. prosince 1976, San José        | Kostarika | 0 – 0    | Guatemala |
| 8. prosince 1976, Guatemala City  | Guatemala | 3 – 1    | Salvador  |
| 12. prosince 1976, Guatemala City | Guatemala | 1 – 1    | Kostarika |
| 15. prosince 1976, San José       | Kostarika | 1 – 1    | Salvador  |
| 19. prosince 1976, San Salvador   | Salvador  | 2 – 0    | Guatemala |

Týmy Guatemala a Salvador postoupily do finálové fáze.

### Karibská zóna

#### Skupina A

##### První kolo
| Datum                        | Domácí  | Výsledek | Hosté   |
| ---------------------------- | ------- | -------- | ------- |
| 4. července 1976, Georgetown | Guyana  | 2 – 0    | Surinam |
| 29. srpna 1976, Paramaribo   | Surinam | 3 – 0    | Guyana  |

Surinam postoupil do druhého kola díky celkovému vítězství 3-2.
| Datum                         | Domácí            | Výsledek | Hosté             |
| ----------------------------- | ----------------- | -------- | ----------------- |
| 15. srpna 1976, Bridgetown    | Barbados          | 2 – 1    | Trinidad a Tobago |
| 31. srpna 1976, Port of Spain | Trinidad a Tobago | 1 – 0    | Barbados          |

Celkové skóre dvojzápasu bylo 2-2. O postupu rozhodl dodatečný rozhodující zápas.
| Datum                     | Domácí   | Výsledek | Hosté             |
| ------------------------- | -------- | -------- | ----------------- |
| 14. září 1976, Bridgetown | Barbados | 1 – 3    | Trinidad a Tobago |

Trinidad a Tobago postoupil do druhého kola.

##### Druhé kolo
| Datum                             | Domácí            | Výsledek | Hosté             |
| --------------------------------- | ----------------- | -------- | ----------------- |
| 14. listopadu 1976, Paramaribo    | Surinam           | 1 – 1    | Trinidad a Tobago |
| 28. listopadu 1976, Port of Spain | Trinidad a Tobago | 2 – 2    | Surinam           |

Celkové skóre dvojzápasu bylo 3-3. O postupu rozhodl zápas na neutrální půdě.
| Datum                      | Domácí  | Výsledek       | Hosté             |
| -------------------------- | ------- | -------------- | ----------------- |
| 18. prosince 1976, Cayenne | Surinam | 3 – 2 (prodl.) | Trinidad a Tobago |

Surinam postoupil do finálové fáze.

#### Skupina B

##### Předkolo
| Datum                          | Domácí                 | Výsledek | Hosté                  |
| ------------------------------ | ---------------------- | -------- | ---------------------- |
| 2. dubna 1976, Santo Domingo   | Dominikánská republika | 0 – 3    | Haiti                  |
| 17. dubna 1976, Port au Prince | Haiti                  | 3 – 0    | Dominikánská republika |

Haiti postoupilo do prvního kola díky celkovému vítězství 6-0.

##### První kolo
| Datum                          | Domácí            | Výsledek | Hosté             |
| ------------------------------ | ----------------- | -------- | ----------------- |
| 30. července 1976, Oranjestad  | Nizozemské Antily | 1 – 2    | Haiti             |
| 14. srpna 1976, Port au Prince | Haiti             | 7 – 0    | Nizozemské Antily |

Haiti postoupilo do druhého kola díky celkovému vítězství 9-1.
| Datum                    | Domácí  | Výsledek | Hosté   |
| ------------------------ | ------- | -------- | ------- |
| 15. srpna 1976, Kingston | Jamajka | 1 – 3    | Kuba    |
| 29. srpna 1976, Havana   | Kuba    | 2 – 0    | Jamajka |

Kuba postoupila do druhého kola díky celkovému vítězství 5-1.

##### Druhé kolo
| Datum                             | Domácí | Výsledek | Hosté |
| --------------------------------- | ------ | -------- | ----- |
| 28. listopadu 1976, Havana        | Kuba   | 1 – 1    | Haiti |
| 11. prosince 1976, Port au Prince | Haiti  | 1 – 1    | Kuba  |

Celkové skóre dvojzápasu bylo 2-2. O postupu rozhodl dodatečný zápas na neutrální půdě.
| Datum                          | Domácí | Výsledek | Hosté |
| ------------------------------ | ------ | -------- | ----- |
| 29. prosince 1976, Panama City | Haiti  | 2 – 0    | Kuba  |

Haiti postoupilo do finálové fáze.

## Finálová fáze
| Poř. | Tým       | B  | Z | V | R | P | VG | IG | +/- |
| ---- | --------- | -- | - | - | - | - | -- | -- | --- |
| 1    | Mexiko    | 10 | 5 | 5 | 0 | 0 | 20 | 5  | 15  |
| 2    | Haiti     | 7  | 5 | 3 | 1 | 1 | 6  | 6  | 0   |
| 3    | Salvador  | 5  | 5 | 2 | 1 | 2 | 8  | 9  | -1  |
| 4    | Kanada    | 5  | 5 | 2 | 1 | 2 | 7  | 8  | -1  |
| 5    | Guatemala | 3  | 5 | 1 | 1 | 3 | 8  | 10 | -2  |
| 6    | Surinam   | 0  | 5 | 0 | 0 | 5 | 6  | 17 | -11 |

| Datum                       | Domácí    | Výsledek | Hosté     |
| --------------------------- | --------- | -------- | --------- |
| 8. října 1977, Monterrey    | Guatemala | 3 – 2    | Surinam   |
| 8. října 1977, Monterrey    | Salvador  | 2 – 1    | Kanada    |
| 9. října 1977, Mexico City  | Mexiko    | 4 – 1    | Haiti     |
| 12. října 1977, Mexico City | Mexiko    | 3 – 1    | Salvador  |
| 12. října 1977, Mexico City | Kanada    | 2 – 1    | Surinam   |
| 12. října 1977, Monterrey   | Haiti     | 2 – 1    | Guatemala |
| 15. října 1977, Monterrey   | Mexiko    | 8 – 1    | Surinam   |
| 16. října 1977, Mexico City | Haiti     | 1 – 0    | Salvador  |
| 16. října 1977, Mexico City | Kanada    | 2 – 1    | Guatemala |
| 19. října 1977, Mexico City | Mexiko    | 2 – 1    | Guatemala |
| 20. října 1977, Monterrey   | Salvador  | 3 – 2    | Surinam   |
| 20. října 1977, Monterrey   | Kanada    | 1 – 1    | Haiti     |
| 22. října 1977, Monterrey   | Mexiko    | 3 – 1    | Kanada    |
| 23. října 1977, Mexico City | Haiti     | 1 – 0    | Surinam   |
| 23. října 1977, Mexico City | Guatemala | 2 – 2    | Salvador  |

Mexiko postoupilo na Mistrovství světa ve fotbale 1978.